# Żywki
Żywki (deutsch Siewken) ist ein Ort in der polnischen Woiwodschaft Ermland-Masuren und gehört zur Landgemeinde Kruklanki (Kruglanken) im Powiat Giżycki (Kreis Lötzen).

## Geographische Lage
Żywki liegt am Südwestufer des Siewker Sees (polnisch Jezioro Żywki) im nördlichen Osten der Woiwodschaft Ermland-Masuren. Die frühere Kreisstadt Angerburg (polnisch Węgorzewo) ist 22 Kilometer in nordwestlicher Richtung entfernt, und bis zur heutigen Kreismetropole Giżycko (Lötzen) sind es 20 Kilometer in südwestlicher Richtung.

## Geschichte
Das kleine ehemals ostpreußische und vor 1554 Klein Sieben genannte Dorf wechselte mehrfach seine Namensformen: Neusieben (vor 1785), Siwken (nach 1785), Adlig Siewken (vor 1912) und Siewken (bis 1945). 1785 handelte es sich um ein adliges Gut und Dorf mit 23 Feuerstellen, 1818 waren es noch 18 Feuerstellen bei 202 Einwohnern.
Am 6. Mai 1874 wurde Siewken Amtsdorf und damit namensgebend für einen neu errichteten Amtsbezirk, der ursprünglich aus drei, später nur noch aus einer Gemeinde bestand. Er bestand bis 1945 und gehörte zum Kreis Angerburg im Regierungsbezirk Gumbinnen der preußischen Provinz Ostpreußen.
Im Jahre 1910 zählte der Gutsbezirk Siewken 292 Einwohner, im Jahre 1925 waren es bereits 416.
Am 17. August 1926 wurde der Gutsbezirk Siewken in eine Landgemeinde umgewandelt. Zu ihr gehörten zuletzt die Ortschaften Grunden (polnisch Grądy Kruklaneckie), Katzerowken (Kaczorowko), Kruglinner Wiesenhaus, Louisenhof (Żywki Małe) und Wolfsbruch (Wyrzywilki). Die Landgemeinde zählte 1933 insgesamt 420 und 1939 noch 401 Einwohner.
In Kriegsfolge kam Siewken 1945 mit dem gesamten südlichen Ostpreußen zu Polen und erhielt die polnische Namensform „Żywki“. Heute ist das Dorf Sitz eines Schulzenamtes (polnisch sołectwo), in das neben Żywki auch Żywki Małe (Louisenhof) und Wyrzywilki (Wolfsbruch) eingeschlossen sind. Gleichzeitig ist es ein Ortsteil der Landgemeinde Kruklanki (Kruglanken) im Powiat Giżycki (Kreis Lötzen), vor 1998 der Woiwodschaft Suwałki, seitdem der Woiwodschaft Ermland-Masuren zugeordnet.

### Amtsbezirk Siewken (1874–1945)
Der Amtsbezirk Siewken bestand mehr als 70 Jahre. Zu ihm gehörten die Kommunen:
| Name             | Polnischer Name    | Bemerkungen                                         |
| ---------------- | ------------------ | --------------------------------------------------- |
| Neu Freudenthal  | Boćwinka           | nach 1885 in den Amtsbezirk Soltmahnen umgegliedert |
| Siewken          | Żywki              |                                                     |
| Soltmahnen       | Sołtmany           | nach 1885 in den Amtsbezirk Soltmahnen umgegliedert |
| ab 1928: Grunden | Grądy Kruklaneckie | 1928 nach Siewken eingegliedert                     |

Aufgrund der strukturellen Veränderungen gehörte am 1. Januar 1945 lediglich noch die Gemeinde Siewken zum gleichnamigen Amtsbezirk.

## Kirche
Siewken war bis 1945 in die evangelische Kirche Kruglanken in der Kirchenprovinz Ostpreußen der Kirche der Altpreußischen Union und in die katholische Kirche St. Bruno in Lötzen (polnisch Giżycko) im Bistum Ermland eingepfarrt.
Heute gehört Żywki zur katholischen Pfarrei Kruklanki im Bistum Ełk (Lyck) der Römisch-katholischen Kirche in Polen sowie zur evangelischen Kirchengemeinde in Giżycko mit der Filialkirche in Wydminy (Widminnen) in der Diözese Masuren der Evangelisch-Augsburgischen Kirche in Polen.

## Verkehr
Żywki liegt an einer Nebenstraße, die von Kruklanki (Kruglanken) über Żywki Małe (Louisenhof) nach Sołtmany (Soltmahnen) und Mazuchówka (Masuchowken, 1938 bis 1945 Rodental) führt. In Żywki endet außerdem eine Nebenstraße, die von Sucholaski (Sucholasken, 1935 bis 1945 Rauschenwalde) bzw. Kuklin (Kruglinnen, 1938 bis 1945 Kraukeln) nach hier führt.
Die Polnische Staatsbahn benannte den nahegelegenen, allerdings wegen Streckenstilllegung der Bahnstrecke Kruglanken–Marggrabowa nicht mehr benutzten Bahnhof mit dem Namen „Żywki“. In der Zeit vor 1945 war er nach Gansenstein (polnisch Brożóka) benannt.

## Persönlichkeiten
- Heinrich Kemke (1864–1941), preußischer Buchhändler, Prähistoriker und Kustos am Prussia-Museum